# Wiwi (jezioro)
Wiwi (ros. Виви) – jezioro w azjatyckiej części Rosji, na Syberii, w rejonie ewenkijskim. Powierzchnia jeziora wynosi 229 km², zaś powierzchnia zlewni 3260 km². Brzegi jeziora są niezamieszkane.
Długość jeziora wynosi 90 km, szerokość 4 km. Jego głębokość nie jest znana, ponieważ nie zostało nigdy dostatecznie zbadane. Wypływa z niego rzeka o tej samej nazwie.
Wiwi uważane jest za geometryczny środek Rosji. – 66°25′00″N 94°15′00″E/66,416667 94,250000. Fakt ten upamiętnia pomnik o wysokości 7 metrów, zwieńczony dwugłowym orłem. Powstał on w 1992 roku. Wcześniej, w 1983, ustawiono inny pomnik zwieńczony okrętem. W pobliżu znajduje się również kaplica zwieńczona krzyżem, upamiętniająca Sergiusza z Rodoneża. Ma wysokość 11 metrów.